# Garnison Münster

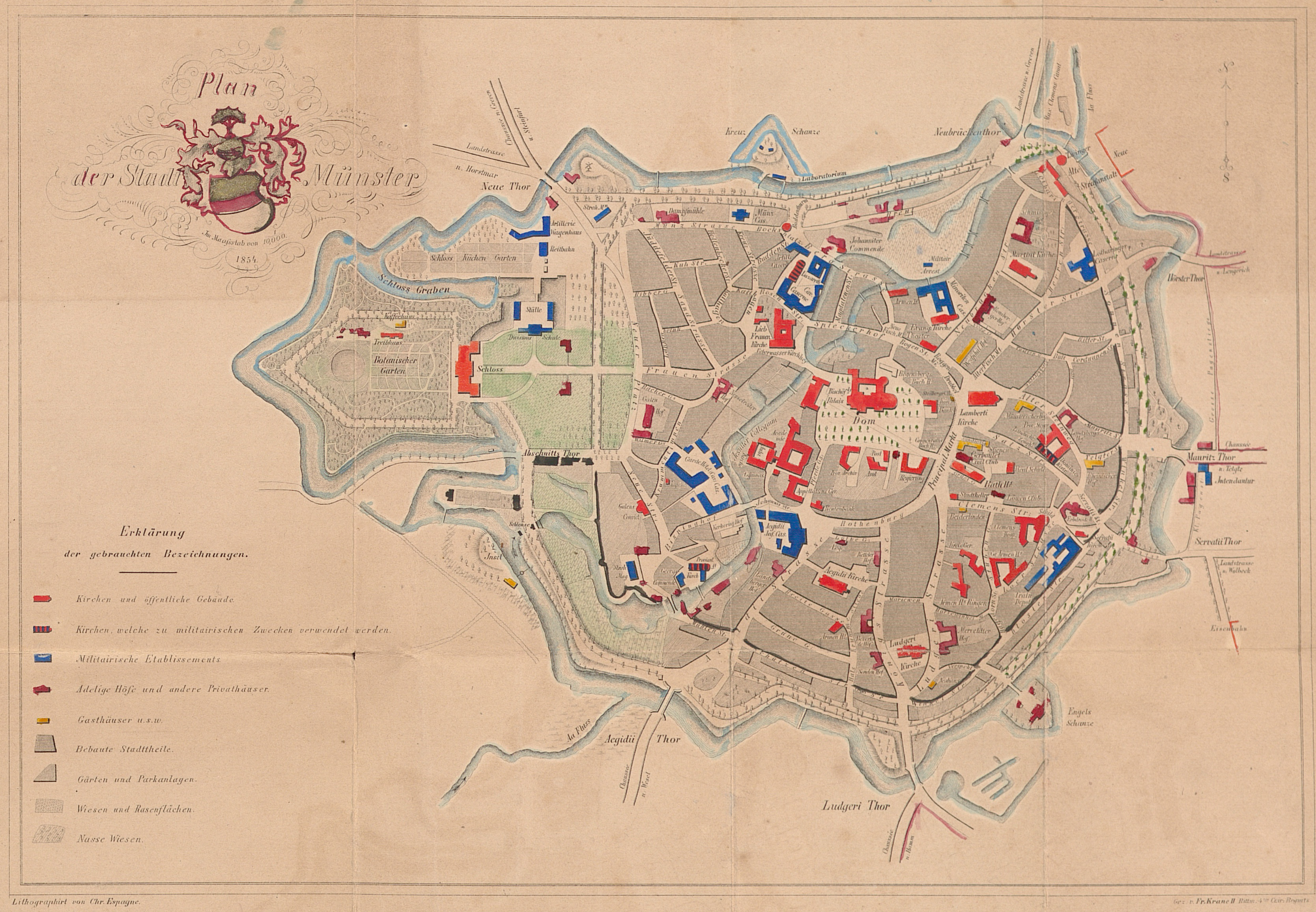
Stadtplan von Münster (1854), militärisch genutzte Gebäude sind blau gekennzeichnet

Die Geschichte der Garnison Münster umfasst die Unterbringung stehender Truppen innerhalb der Stadtgrenzen Münsters sowie die dazu errichteten Kasernen und Dienstgebäude. Die zivile Nachnutzung der Liegenschaften ist in Konversion in Münster näher beschrieben.

## Geschichte
Die Zahl und Bedeutung der bischöflichen Truppen innerhalb Münsters von 1660 bis 1802 war gering.
1816 kam die Provinz Westfalen zu Preußen, Münster war Hauptstadt der Provinz. Unter preußischer Herrschaft stieg die militärische Bedeutung Münsters rasch. 1820 wurde das VII. Armeekorps mit Sitz in Münster aufgestellt. Die preußische Garnison in Münster umfasste 2000 Offiziere und Mannschaften, nach der Heeresreform von 1860 dann über 3000. Damit betrug der Anteil des Militärs an der Bevölkerung 1871 fast 12 Prozent.
Nach der Verlegung von preußischen Truppen nach Münster ab 1816 wurden die Soldaten und Offiziere per Einquartierung in Privathäusern untergebracht, was bei der steigenden Zahl von Soldaten in Münster immer weniger handhabbar war. Zudem war die dauernde Einquartierung bei den Bürgern nicht beliebt. Die ersten Kasernen wurden in der Innenstadt 1821 und 1831 erbaut, nach 1875 begann der Neubau von Kasernen am damaligen Stadtrand.
Die Wehrmacht hatte in Münster eine beträchtliche Zahl von Einheiten und errichtete im Zuge der Aufrüstung in den 1930er Jahren eine Reihe von Kasernenbauten, insbesondere für die neue Luftwaffe und Flak-Einheiten.
In der Nachkriegszeit nutzte die Britische Rheinarmee (ab 1994 Britische Streitkräfte in Deutschland) mehrere Kasernen in der Stadt. Auch die Bundeswehr war vertreten. Mit dem Ende des Kalten Krieges nahm die militärische Bedeutung des Standortes ab, viele der ehemals militärischen Liegenschaften wurden einer neuen Nutzung zugeführt.

## In Münster garnisonierte Einheiten

### Münstersche Truppen (1650–1803)
Unter bischöflicher Herrschaft bestanden sieben Infanterie- und zwei Kavallerieregimenter, dazu eine kleine Artillerie-Truppe.

### Preußisches Heer (1803–1918)
Das preußische Heer hatte folgende Einheiten und Stäbe in Münster:
- Stab des VII. Armee-Korps
- Stab der 13. Division
- Kürassier-Regiment „von Driesen“ (Westfälisches) Nr. 4
- 2. Westfälisches Husaren-Regiment Nr. 11, von 1815 bis 1849
- Infanterie-Regiment „Herwarth von Bittenfeld“ (1. Westfälisches) Nr. 13
- 1. Westfälisches Feldartillerie-Regiment Nr. 7, von 1832 bis 1872
- 2. Westfälisches Feldartillerie-Regiment Nr. 22, von 1872 bis 1919
- Westfälisches Train-Bataillon Nr. 7, von 1856 bis 1919

### Reichswehr (1919–1935)
Die Reichswehr unterhielt in Münster u. a.:
- Stab der 6. Division
- II. Bataillon des 18. Infanterie-Regiments
- 6. (Preußisches) Artillerie-Regiment

### Wehrmacht (1935–1945)
Die Wehrmacht unterhielt in Münster u. a.:
- 16. Infanterie-Division
- II. Bataillon, Infanterie-Regiment 18
- Infanterie-Regiment 39, gebildet aus dem II/IR-18
- Infanterie-Regiment 79
- Artillerie-Regiment 6
- Artillerie-Regiment 16
- Artillerie-Regiment 52

### British Army (1945–1994)
Die britischen Streitkräfte hatten in Münster eine komplette Brigade mit ca. 5.000 Soldaten stationiert.

### Bundeswehr (ab 1955)
Aktuell unterhält die Bundeswehr in Münster noch:
- Deutscher Anteil Stab des 1. Deutsch-Niederländischen Korps, seit 1995
- Deutscher Anteil Stabsunterstützungsbataillon des 1. Deutsch-Niederländischen Korps, seit 1995, zunächst in der Blücher-Kaserne und seit 2017 in der Lützow-Kaserne, Münster-Handorf
- Luftwaffenmusikkorps Münster in der Lützow-Kaserne
- ZAW Betreuungsstelle Münster in der Lützow-Kaserne
- SAR Leitstelle Land der DSK, zukünftig vermutlich Kommando Hubschrauber in der Dienstliegenschaf MvR Straße
- sowie weitere Kleindienststellen

## Bestehende Kasernen- und Dienst-Gebäude
Folgende Kasernen- und Dienst-Gebäude bestehen noch, unabhängig von der heutigen Nutzung.

### Blücher-Kaserne
Die Blücher-Kaserne (⊙) befindet sich zwischen Einsteinstraße und Wilhelmstraße, im Neutor-Viertel am westlichen Rand der Innenstadt.
Hier war das 200 Mann starke Stabs- und Unterstützungsbataillon des Deutsch-Niederländischen Korps untergebracht. Das Bataillon zog 2017 in die Lützow-Kaserne in Münster-Handorf um, wo sich ohnehin schon Fuhrpark und Werkstätten des Bataillons befanden.

### Dienstgebäude des DE/NL Korps am Schlossplatz

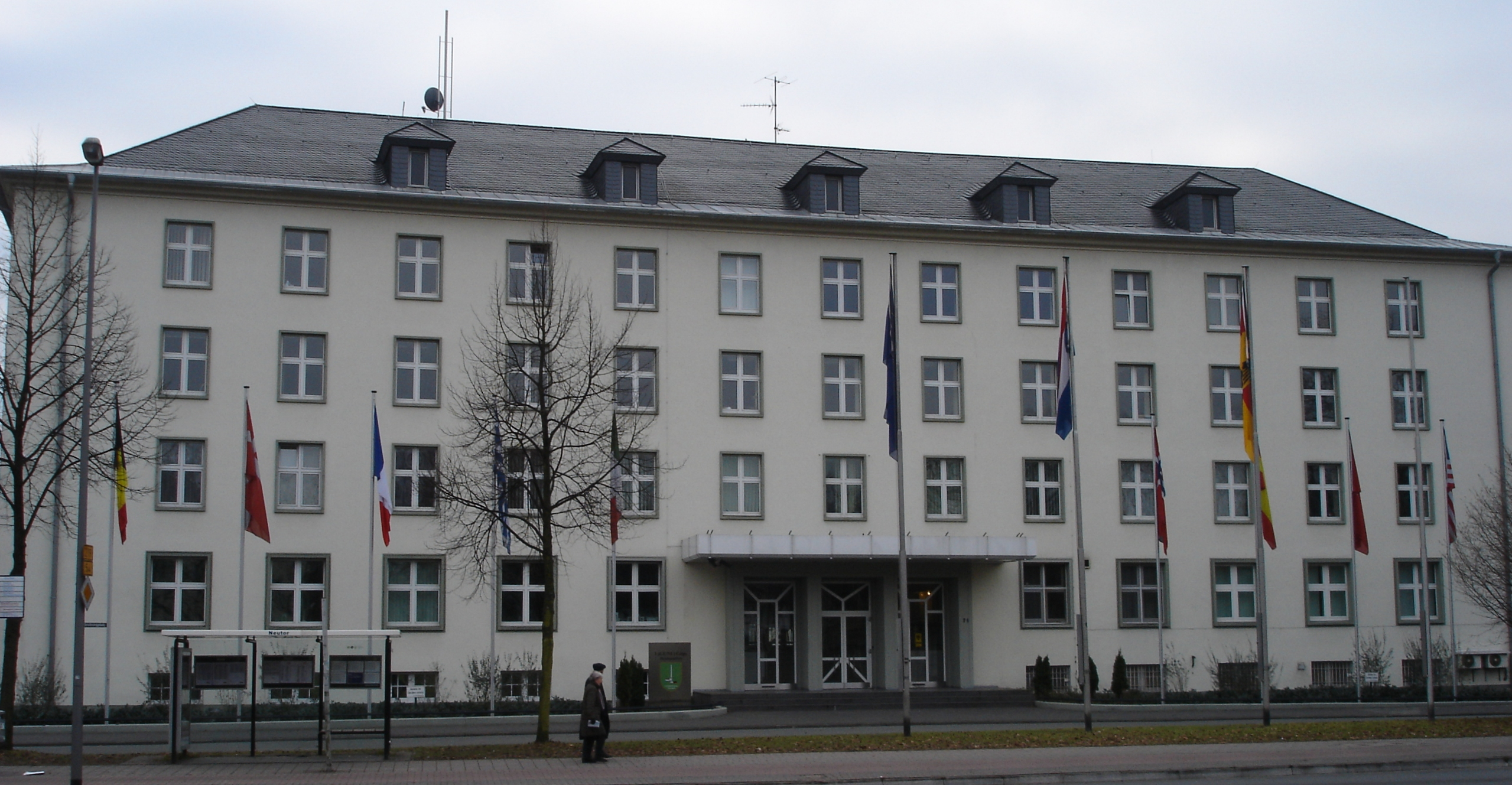
Portal des Dienstgebäudes des 1. DE/NL Korps

Das Dienstgebäude des 1. DE/NL Korps (⊙) befindet sich am Schlossplatz.

### Lincoln-Kaserne / Dreizehner-Kaserne
1913 begann man an der Grevener Straße mit dem Bau einer Kaserne für das Infanterie-Regiment 13, die jedoch erst 1922 fertig gestellt wurde – das Regiment bezog den heute denkmalgeschützten Bau nie. Nach dem Zweiten Weltkrieg bezogen die britischen Truppen das Areal unter dem Namen Lincoln-Kaserne, nach dem Abzug 1994 wurde es zu einem Wohnquartier konvertiert.

### Lützow-Kaserne
Die Lützow-Kaserne (⊙) befindet sich im Stadtteil Handorf, etwa 12 km vom Stadtzentrum entfernt. Die Kaserne wurde von 1956 bis 1959 für die Bundeswehr auf dem Gelände des Flugplatz Münster-Handorf gebaut. Das Areal wurde während des Zweiten Weltkrieges von verschiedenen Einheiten der Luftwaffe genutzt. Die Lützow-Kaserne ist eine der wenigen Kasernen und Dienstgebäude in Münster, die noch heute militärisch genutzt werden.

### Oxford-Kaserne / Flakartillerie-Kaserne

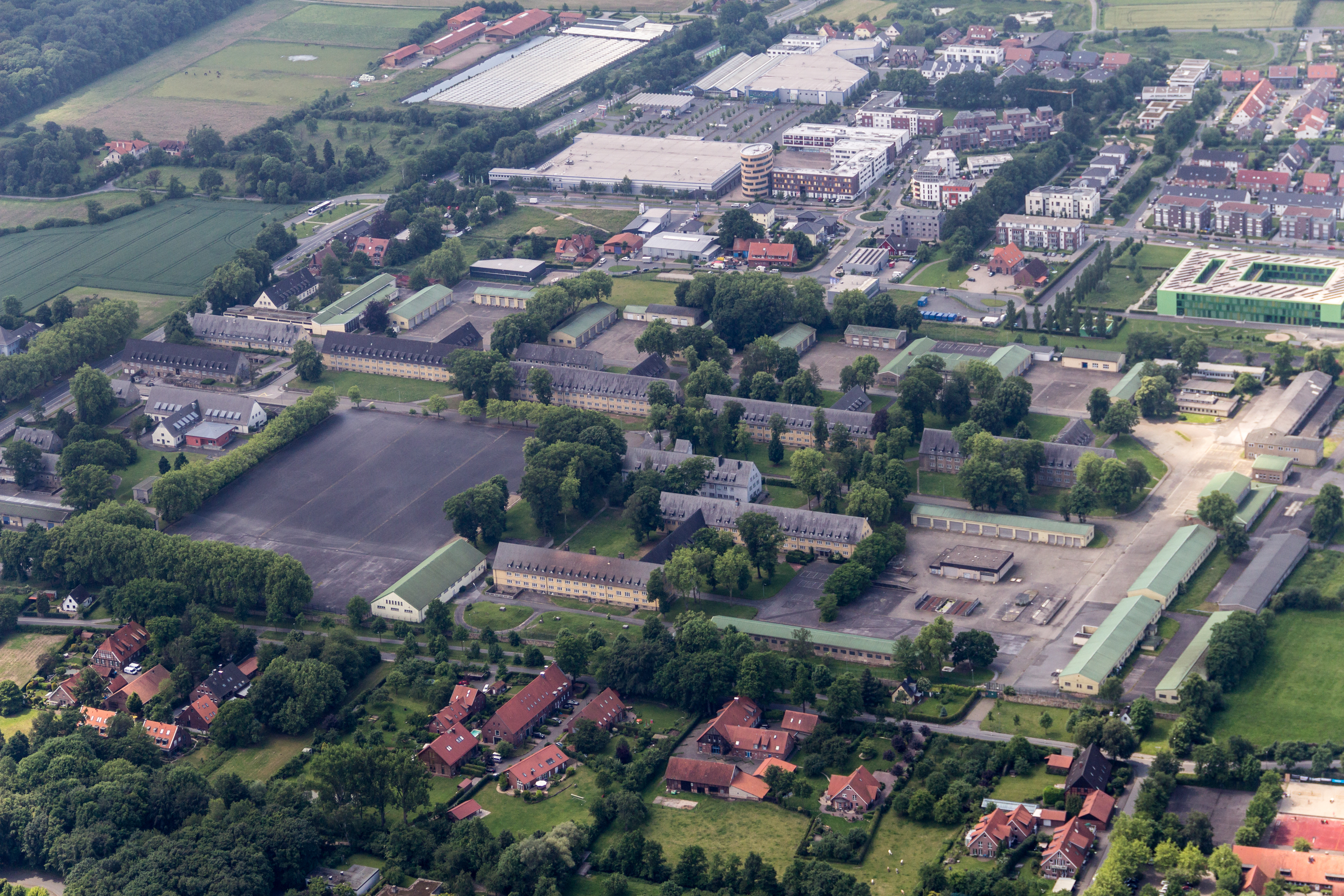
Luftbild der Oxford-Kaserne, die Roxeler Straße ist am linken Bildrand

Die Flakartillerie-Kaserne (⊙) wurde von 1934 bis 1936 im Rahmen eines militärischen Ausbauprogramms für den Standort Münster erbaut. Das 26 ha große Kasernen-Gelände befindet sich drei Kilometer westlich der Altstadt im Stadtteil Gievenbeck und ist über die Roxeler Straße erschlossen. In der Kaserne waren vier Flak-Batterien und eine Scheinwerfer-Batterie untergebracht. Nach Ende des Zweiten Weltkrieges wurde die Kaserne durch die britische Armee übernommen, und in Oxford-Kaserne umbenannt. Die Konversion in ein Wohnquartier war 2018 im Planungsstadium.

### Portsmouth-Kaserne / Neue Artilleriekaserne
Die Neue Artilleriekaserne (⊙) wurde 1938 für Artillerie-Einheiten der Wehrmacht (Art.-Reg. 16 bzw. 52) erbaut. Die dreistöckigen Mannschaftsgebäude mit Walmdach sind schlicht ausgeführt, aber im Stil des „heimatgebundenen Bauens“ sind die Fronten mit Risaliten gegliedert und mit Giebeln nach Art der Renaissance geschmückt. Das 15 ha große Areal liegt östlich des Hohen Heckenweg im Stadtteil Coerde. Während des Krieges wurde das Kasernengelände teilweise als Kriegsgefangenenlager genutzt (Oflag VI D), auch Zwangsarbeiter waren hier eingesperrt.
Nach Ende des Zweiten Weltkrieges wurden Kaserne und Lager mit Displaced Persons belegt. Danach übernahm die britische Armee das Gelände und benannte es in Portsmouth-Kaserne um. Von 1968 bis zur Schließung 1994, und damit den größten Teil des britischen Nutzungszeitraums, war hier das 8 Artillery Support Regiment des Royal Corps of Transport (RCT) stationiert. Dazu kamen Spezial-Kompanien des Royal Army Ordnance Corps (RAOC) und mechanisierte Infanterie zu deren Schutz. Diese Einheiten hatten die Aufgabe, in Unterstützung der ebenfalls in Münster stationierten 570th US Army Artillery Group taktische Kernwaffen zu lagern, zu warten und zum Einsatz zu transportieren.
1994 wurde die Kaserne durch die britische Armee geräumt, deren Gebäude von 1998 bis 2010 in das Wohnquartier Meerwiese umgewandelt und mit Neubauten nachverdichtet wurden.

### Reiterkaserne / Von-Einem-Kaserne

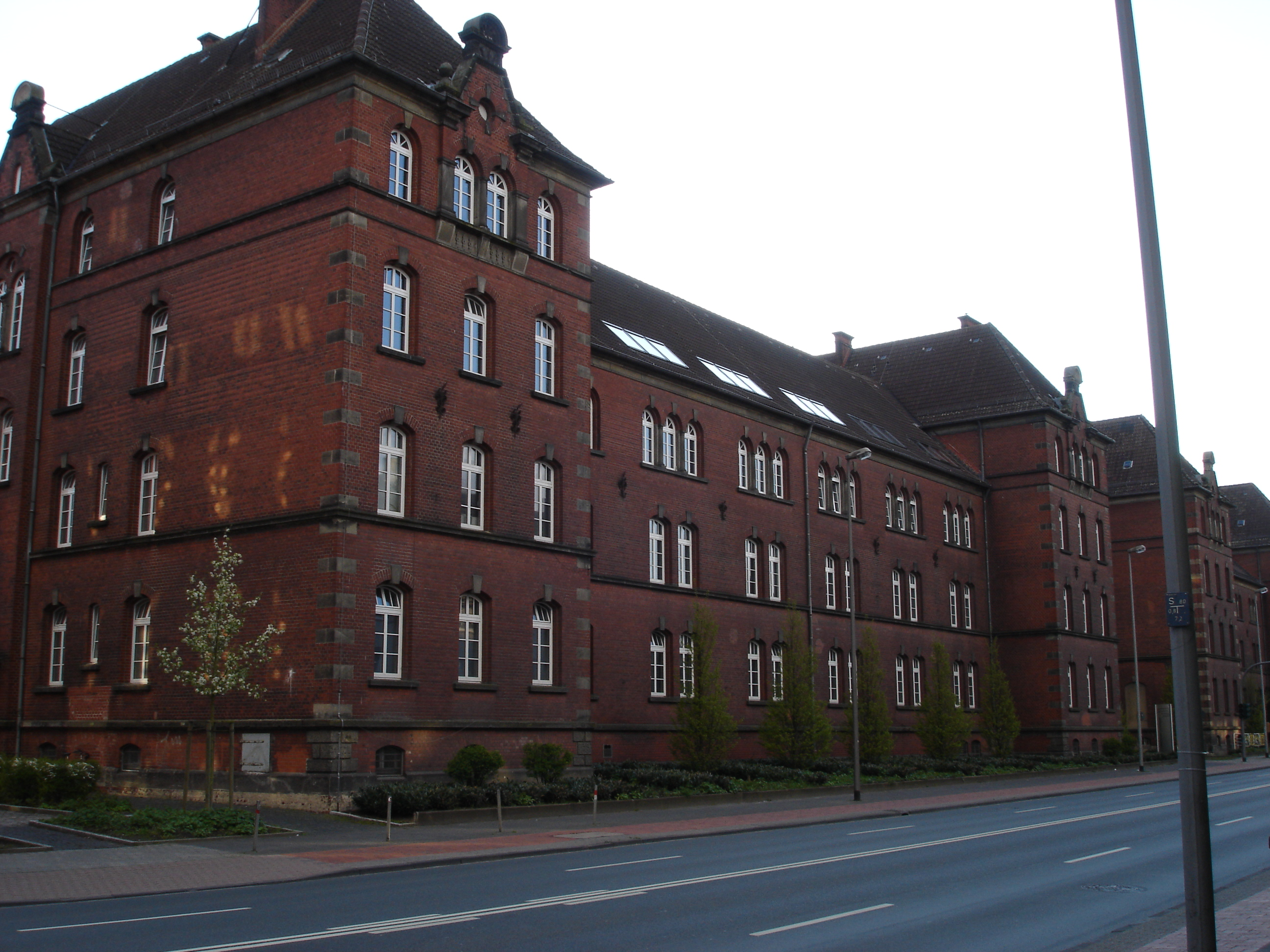
Fassade der Reiterkaserne zur Steinfurter Straße, heute Fachbereich Architektur der Fachhochschule Münster

Die Reiterkaserne (⊙) befindet sich westlich der Steinfurter Straße im Stadtteil Sentrup auf einem Areal von 11 ha Größe. Die Kaserne wurde von 1898 bis 1901 für das Kürassier-Regiment Nr. 4 errichtet und wurde daher auch Kavallerie-Kaserne oder Kürassier-Kaserne genannt. Nach dem Ersten Weltkrieg wurde die Kaserne nach dem preußischen General Karl von Einem in Von-Einem-Kaserne umbenannt, der in Friedenszeiten Kommandeur des Kürassier-Regiments Nr. 4 und Generalstabschef des VII. Armee-Korps gewesen war, beides in Münster. Die Kaserne wurde sowohl von Reichswehr als auch von der Wehrmacht weiter militärisch genutzt. Die Reiterkaserne überstand die Luftangriffe aus Münster fast unbeschadet, und nach Kriegsende von der Britischen Rheinarmee in Beschlag genommen. Die Bundeswehr belegte die Kaserne u. a. mit Artillerieeinheiten und das Heeresmusikkorps 100 war hier untergebracht. Das Land Nordrhein-Westfalen übernahm 1994 das Quartier, das heute den Leonardo Campus der Fachhochschule Münster bildet.

### Schlieffen-Kaserne / Nachrichtenkaserne
Die Schlieffen-Kaserne wurde 1934 als Nachrichtenkaserne an der Weseler Straße errichtet. Ab 1949 wird sie als Landespolizeischule zur Aus- und Fortbildungen von Polizeibeamten und -beamtinnen genutzt. Heute gehört sie zum LAFP NRW.

### Winterbourne-Kaserne / Heeresversorgungsamt

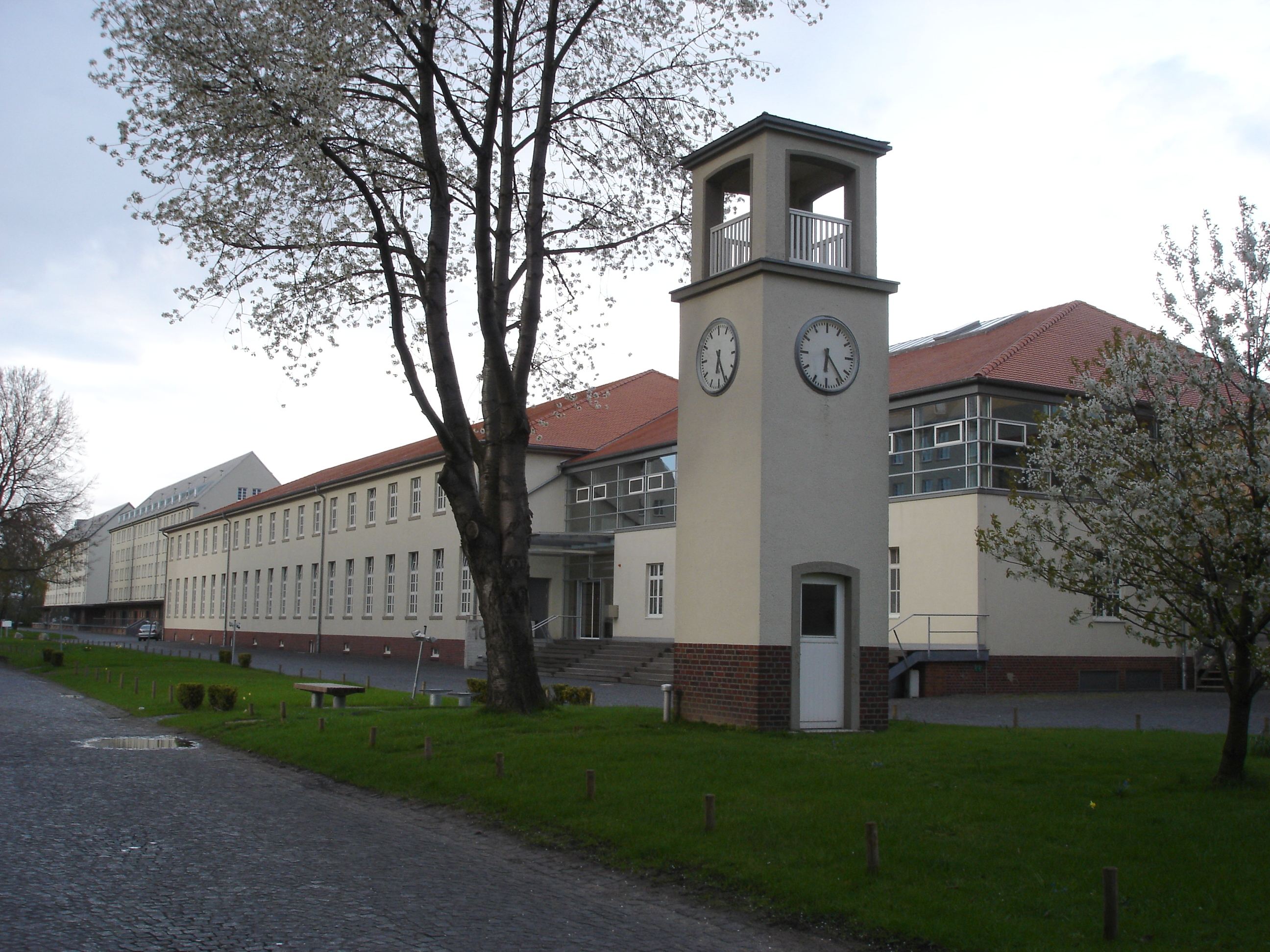
Speichergebäude im Heeresversorgungsamt

Das Heeresversorgungsamt (⊙) wurde am Holtmannsweg im Stadtteil Coerde von 1936 bis 1939 errichtet. Die Einrichtung mit Heeresbäckerei, neun Speichergebäuden für Getreide und Viehfutter sowie Unterkünften befindet sich direkt an der Bahnstrecke Münster–Rheine.
Nach Ende des Zweiten Weltkrieges übernahm die britische Armee das Gelände und benannte es in Winterbourne-Kaserne um. Bis zur Schließung waren hier Nachschub-, Munitions- und Logistik-Einheiten des Royal Army Ordnance Corps (RAOC) stationiert.
1995 wurde die Kaserne durch die britische Armee geräumt, und von 2000 bis 2006 in Zivilnutzung überführt. Heute befindet sich dort die Speicherstadt Münster. Teile des Kasernen-Komplexes stehen unter Denkmalschutz.

### York-Kaserne / Luftnachrichten-Kaserne
Die Luftnachrichten-Kaserne (⊙) wurde 1936 am Albersloher Weg in Gremmendorf erbaut. Nach Ende des Zweiten Krieges wurde die Kaserne durch die britische Armee übernommen, und in York-Kaserne umbenannt. In der Kaserne waren nacheinander die Stäbe verschiedener Panzer-Brigaden untergebracht, zuletzt von 1981 bis 1993 die 4th Mechanized Brigade (The Black Rats). Dazu nutzten verschiedene Regimenter des Royal Armoured Corps die Kaserne. Zuletzt standen dort von 1992 bis 2000 die King’s Royal Hussars (KRH) und von 2001 bis 2008 die Royal Dragoon Guards (RDG). Das Areal steht unter Denkmalschutz.

## Nicht mehr existente Kasernen- und Dienst-Gebäude

### Ägidii-Kaserne

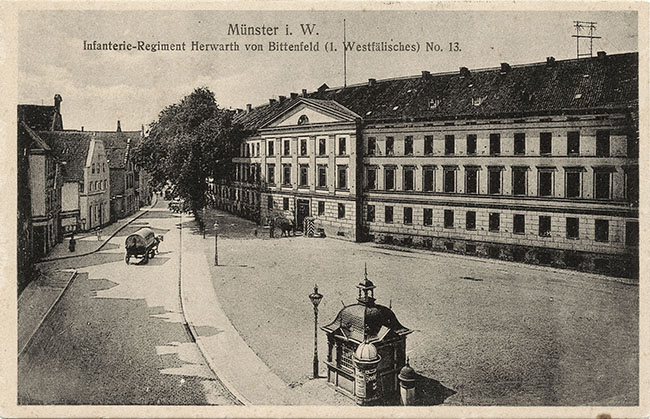
Ehem. Ägidii-Kaserne (1900)

Die Ägidii-Kaserne (⊙) befand sich auf dem Gelände des abgerissenen ehemaligen Ägidii-Klosters am heutigen Aegidiimarkt. Die Vorplanung für diese Nutzung hatte Baurat Lehmann aus Münster schon 1817 angefertigt, den Bauplan lieferte dann Wilhelm Salzenberg 1827/29. Die Grundsteinlegung für die Kaserne fand 1828 statt, 1831 bezogen sechs vorher nicht kasernierte Kompanien des Infanterie-Regiments 13 die Ägidii-Kaserne.
Das dreistöckige Gebäude im klassizistischen Stil bestand aus zwei Flügeln, die rechtwinklig aufeinander stießen. Der nördliche Flügel verlief entlang der heutigen Johannisstraße / Bispinghof, der östliche, leicht geschwungene Flügel entlang der Aegidiistraße. Der Innenhof zwischen den Flügeln wurde als Exerzierplatz genutzt. Das Regiment nutzte die Ägidii-Kaserne bis zu seiner Auflösung 1919, danach war dort eine Polizeischule und ein Hauptversorgungsamt der Reichswehr untergebracht. Die Kaserne wurde im Zweiten Weltkrieg schwer beschädigt, nach dem Krieg abgerissen, und durch einen Neubau mit Tiefgarage ersetzt.

### Hörster-Kaserne
Die Hörster-Kaserne (⊙) befand sich nördlich der Lotharinger-Kaserne, auf der östlichen Seite der Lotharingerstraße. Der Name der Kaserne stammte vom ehemaligen Hörster Tor in der geschleiften Stadtumwallung. Der Kasernen-Bau wurde 1861 begonnen und mit dem Erstbezug 1864 abgeschlossen. Das Gebäude war in drei Flügel gruppiert, die Fassade war in gelben Ziegeln ausgeführt und im Rundbogenstil gestaltet. Die Planung des Baus wird Friedrich August Stüler zugeschrieben.

### Husarenkaserne
Die Husarenkaserne (⊙), auch Kavallerie-Kaserne genannt, befand sich zwischen Rosenstraße und Bergstraße. Die Kaserne wurde 1821 auf dem Gelände des aufgegebenen Schwesternhauses Rosental fertiggestellt und bezog umgebaute Bestandsgebäude mit ein. Dies war der erste Kasernen-Neubau in Münster unter preußischer Bauverwaltung. Die Kaserne wurde bis 1849 vom Husaren-Regiment Nr. 11 genutzt und 1890 abgerissen.

### Lotharinger-Kaserne

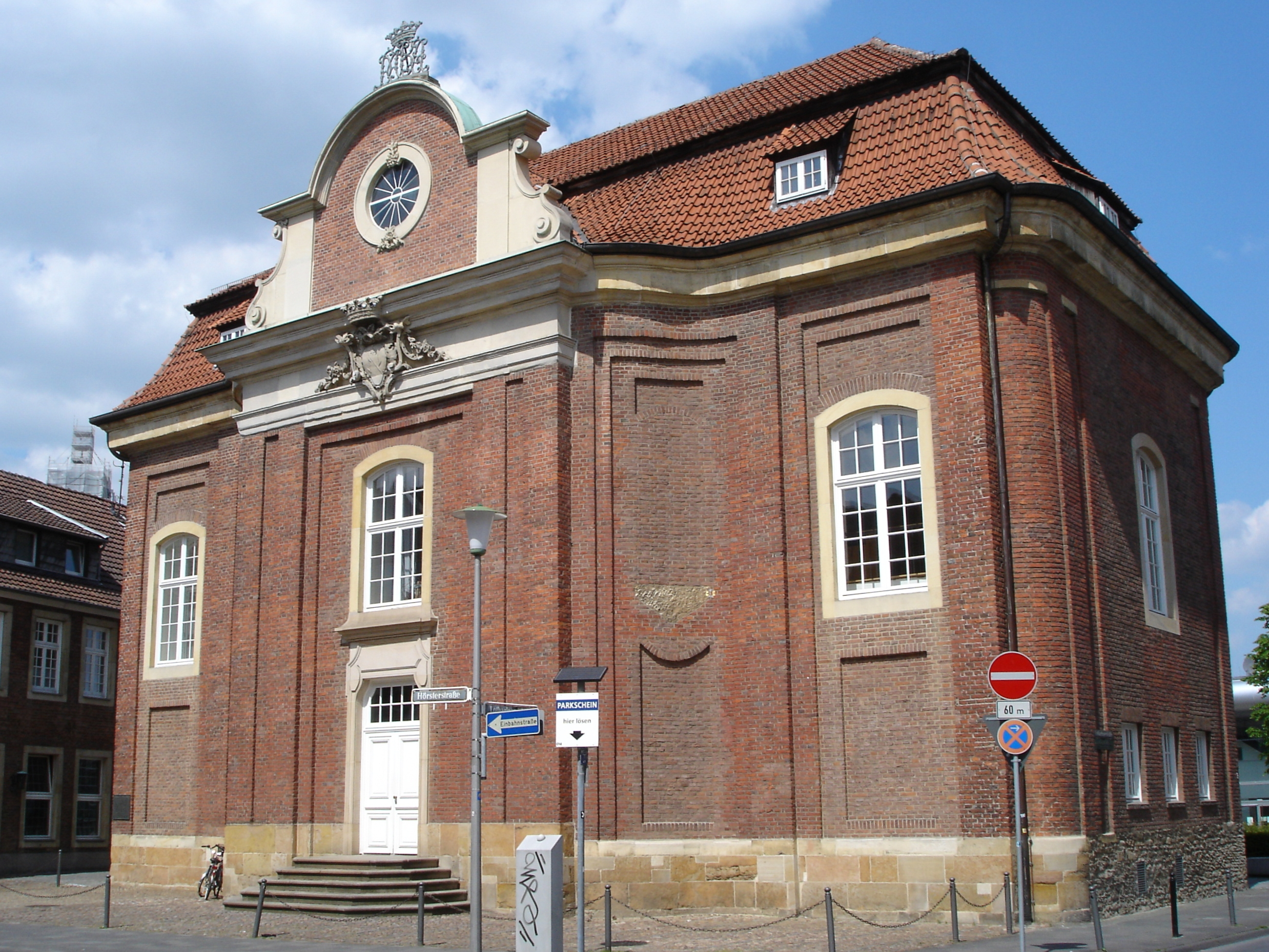
Lotharinger Chorfrauenkirche

Die Lotharinger-Kaserne (⊙) befand sich nordwestlich der Ecke Lotharingerstraße / Hörster Straße. Dort errichteten die Lotharinger Chorfrauen im 17. Jahrhundert ein Kloster, das 1759 im Siebenjährigen Krieg zerstört wurde. 1764 wurde das Kloster nach Entwürfen von Johann Conrad Schlaun neu gebaut. Ab 1825/26 nutzte das preußische Militär das ehemalige Kloster als Kaserne. Nach Ende des Ersten Weltkriegs wurde die Kaserne noch bis 1931 militärisch, dann als Wohngebäude genutzt. Im Zweiten Weltkrieg wurden die Gebäude zerstört, nur die Lotharinger Chorfrauenkirche besteht noch.

### Minoriten-Kaserne
Die Minoriten-Kaserne (⊙) an der Neubrückenstraße grenzte nördlich an die Apostelkirche an, die nach einem Umbau als Militärkirche genutzt wurde. Im Herbst 1820 wurden die ersten zwei Kompanien des Regiments in Münster im umgebauten Minoriten-Kloster kaserniert, wo auch ein Offiziers-Casino eingerichtet wurde.

### Münzkaserne
Die Münzkaserne (⊙) befand sich nördlich der Münzstraße, direkt westlich des Buddenturms. Das Gebäude war für die münstersche Münze errichtet worden, und wurde dann als Kaserne genutzt. 1898 wurde das Gebäude abgerissen.

### Train-Kaserne
Die Train-Kaserne (⊙) befand sich zusammen mit dem Train-Depot zwischen Dahlweg und Südstraße, nach Süden von der Augustastraße begrenzt. Die Kaserne des Westfälischen Train-Bataillons Nr. 7 wurde 1860 errichtet. Im Zweiten Weltkrieg wurden mehrere der Kasernengebäude zerstört bzw. beschädigt. Zwischen 1970 und 1975 wurde auf dem Gelände der Südpark angelegt.